# Filterkuchen
Als Filterkuchen wird der Rückstand aus zurückgehaltenen Stoffen bezeichnet, der sich bei der Filtration auf der Oberfläche eines Filters bildet. Er ist bei der Filtration mit Oberflächenfiltern wesentlich für die Reinigungsleistung verantwortlich.

## Entstehung und Bedeutung

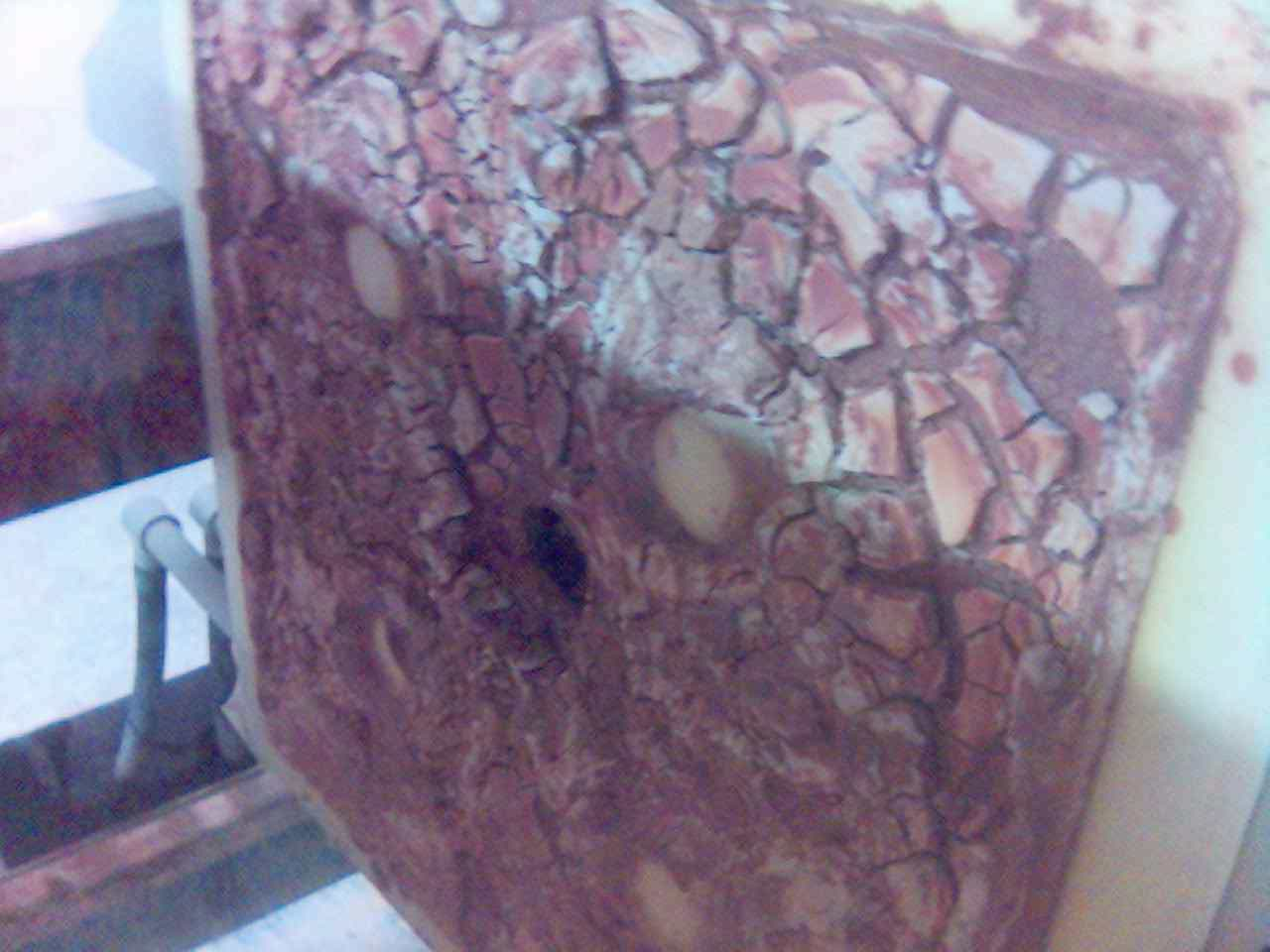
Filterkuchen einer Filterpresse

Während des Filtrationsvorganges werden Partikel – in der Regel Feststoffe – vom Filtermedium zurückgehalten und lagern sich auf diesem ab. Mit zunehmender Dauer bildet sich eine deutlich wahrnehmbare Partikelschicht aus – der Filterkuchen, der zu einer deutlichen Verbesserung der Reinigungsleistung führt, aber auch zu einer Erhöhung des Strömungswiderstandes.
Mit zunehmender Dicke des Filterkuchens erfolgt die Partikelabscheidung hauptsächlich durch diesen. Dies lässt sich dadurch erklären, dass der Abstand zwischen den einzelnen Partikeln des Kuchens geringer ist als zwischen den Fasern des eigentlichen Filters. Die Effizienz des Filterkuchens steigt dabei besonders schnell an, wenn zumindest Teile der zurückzuhaltenden Partikel faserförmig sind.
Andererseits führt der steigende Strömungswiderstand zu einem zunehmenden Leistungsbedarf zur Durchströmung des Filters bzw. bei begrenzter Leistung zu einer stetigen Abnahme des Volumenstroms durch den Filter. Der Druckverlust des Filterkuchens bestimmt im Wesentlichen den Energiebedarf einer Entstaubungsanlage. Zudem können die auf den Filterkuchen wirkenden Kräfte dazu führen, dass es zur Kuchenkompression kommt – einer beschleunigten Verdichtung des Filterkuchens und damit zu einem schnelleren Anstieg des Strömungswiderstandes.
Der Filterkuchen muss daher nach einiger Zeit vom Filter entfernt werden, z. B. durch Rückspülen oder Absaugen bzw. in der Gasphase meist durch Einbringen eines Druckimpulses auf der Abströmseite des Filtermediums (Druckstoß-Methode). Die nur den Bruchteil einer Sekunde dauernde Methode führt bei der Gasreinigung zu einem plötzlichen Anstieg der Partikelkonzentration im Reingas. Darum wird der Zustand der Kuchenfiltration schnellstmöglich angestrebt. Es wurde festgestellt, dass 60 % bis 90 % der Staubemissionen während der Abreinigungsphase auftreten.
Bei Verbackungen des Filterkuchens lässt er sich nicht mehr entfernen, stattdessen muss der gesamte Filter getauscht werden. Zu Verbackungen kann es durch folgende Effekte kommen:
- bei Abgasreinigungsanlagen für komplexere Abgaszusammensetzungen, wie z. B. bei Müllverbrennungsanlagen, durch Unterschreitungen des Taupunktes einzelner Abgaskomponenten[6]
- bei der Heißgasfiltration[7]
- durch Sintereffekte oder die Bildung eines Eutektikums bereits unterhalb der jeweiligen Schmelztemperaturen.

Der Filter ist ebenfalls auszutauschen, sofern sich bei der Tiefenfiltration ein Filterkuchen bilden sollte.
In der Membrantechnik wird die Ultra- und Mikrofiltration ebenfalls sehr stark durch die Bildung von Filterkuchen  (Deckschichten) beeinflusst, hier auch Fouling genannt. Die Minimierung dieser Filterkuchenbildung ist bei der Filtration mittels Hohlfasern ein Grund, statt der Kuchenfiltration die energieaufwändigere Tangentialflussfiltration anzuwenden.

## Filterkuchen bei geologischen Bohrungen
Bei geologischen Bohrungen wird in Gestein gebohrt. Das Gestein ist porös, sodass die Bestandteile der unter Druck stehenden Bohrspülung dazu tendieren, in das Gestein einzudringen. Die Gesteinsoberfläche ist dabei der Filter, auf dem sich beim Eindringen des Bohrfluids Bestandteile ablagern, die die Poren abdecken und somit das weitere Eindringen von Fluiden verhindern. Die so entstandene Deckschicht auf der Gesteinsoberfläche wird Filterkuchen genannt. Neben dem Schutz vor weiterer Infiltration des Bohrfluids in das Gestein (auch „Gebirge“ oder „Formation“ genannt) schützt der Filterkuchen die Bohrlochwand mechanisch; er kann beispielsweise verhindern, dass instabile Bereiche des Gesteins in das Bohrloch fallen und sich so der Durchmesser des Bohrlochs unkontrolliert vergrößert. Die Ausbildung eines guten Filterkuchens ist daher gewünscht und wird unter anderem durch eine geeignete Zusammensetzung der Bohrspülung erreicht.